# Cabassous chacoensis
Tatou à queue nue du Chaco
Espèce
Statut de conservation UICN

 NT  : Quasi menacé
Le Tatou à queue nue du Chaco (Cabassous chacoensis) est une espèce de tatous originaire d'Amérique du Sud. Il a été décrit par Wetzel en 1980.

## Répartition

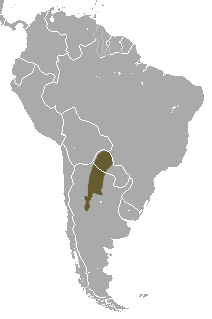
Répartition de l'espèce en Amérique du Sud

Cabassous chacoensis vit en Argentine et au Paraguay.